# 西尾茂文
西尾 茂文（にしお しげふみ、1949年 (昭和24年) 4月24日 - 2022年 (令和4年) 3月9日）は、日本の工学者（機械工学）。東京大学名誉教授。機械工学の中でも熱工学において研究を行い、とりわけ沸騰熱伝達について業績を残した。また多くの後継研究者・技術者を育成するとともに、東京大学生産技術研究所所長や東京大学副学長などを務めた。

## 来歴
1977年3月に東京大学大学院工学系研究科 舶用機械工学専攻 博士課程を修了した。
1977年4月に東京大学講師となり、助教授（1978年4月）を経て、1995年4月に教授に就任した。
2002年4月に東京大学 生産技術研究所 所長に就任、2005年4月に東京大学 副学長に就任した。
2012年6月に名誉教授となる。
2016年に日本機械学会名誉員に推薦された。

## 主要な活動

### 学会活動
- 1999年度：日本機械学会 技術と社会部門長[5]
- 1996年 - 1998年：日本機械学会 RC142分科会 「省エネルギー・環境制御のための熱・エネルギーシステム最適化研究分科会」主査
- 2003年：The 6th ASME-JSME Thermal Engineering Joint Conference 共同議長
- 2005年：日本機械学会 熱工学部門長[6]

### 論文誌編集
- 1999年-2006年：Int. J. Heat and Mass Transfer (Elsevier)、Associate Editor
- 2001年-2005年：Thermal Science and Engineering (日本伝熱学会) チーフエディター

## 著書
- 『伝熱研究における温度測定法』（棚澤一郎、西尾茂文、河村洋、笠木伸英、吉田豊明　共著）、養賢堂、1985年7月
- 『伝熱工学』（棚澤一郎、西尾茂文、前川透　共著）朝倉書店、1989年4月
- 『自然対流膜沸騰熱伝達』新編 伝熱工学の進展 第１巻、日本機械学会編、養賢堂、1995年11月
- 『沸騰熱伝達の基本構造』、インプレスR&D、2018年3月

## 賞歴
- 1985年度　日本機械学会 奨励賞[7]
- 1991年度　日本伝熱研究会 学術賞
- 1993年度　日本機械学会賞 (論文)
- 1993年度　日本機械学会 熱工学部門 貢献賞
- 2001年度　日本機械学会 熱工学部門 業績賞
- 2003年度　日本機械学会賞 (論文)
- 2007年度　日本機械学会 事業功労者
- 2009年度　日本機械学会 熱工学部門 研究功績賞
- 2022年3月9日　従四位・瑞宝中綬章[8]